# Colmesneil, Texas
Colmesneil là một thành phố thuộc quận Tyler, tiểu bang Texas, Hoa Kỳ. Năm 2010, dân số của xã này là 596 người.

## Dân số
- Dân số năm 2000: 638 người.
- Dân số năm 2010: 596 người.